# STS-61-M
STS-61-M – anulowana misja promu Challenger. Na początku planowana na sierpień 1986 r. Później przełożona na marzec 1987 r. Po katastrofie Challengera rozważano w tę misję wysłać prom Atlantis, jednak wkrótce wykreślono ją z planowanych lotów.